# Fort Gradina
Fort Gradina / Fort Monte Srodino obalna je utvrda koja se nalazi na gornjem kamenjaku u Premanturi, na brdu Monte Srodinu / Monte Gradini. Utvrda se nalazi u fortifikacijskoj skupini Premanturi, tako da je okružena s nekoliko bitnica i drugim vojnim objektima. Gradnja je započela 1903. godine, a zatim se dovršavala od 1908. godine do 1916. godine, te je od tada služila kao: strojarnica, barutana, skladište ostaloga streljiva, cisterna goriva kao i telekomunikacijska postaja. Godine 1914. opremljena je s devet topova. Godine 1918. Austro-ugarska monarhija ju je pri svom povlačenju minirala, ali je i dalje bila u funkciji. Tijekom 1930-ih godina Talijani su je razarali. Godine 1940. skoro su je uništili, ali se ipak koristila do 1943. godine kad su je nakratko koristili Nijemci. Utvrda je 1947. godine donekle preuređena i korištena kao: skladište oružja, stražarnica i kuhinja, a od 1977. godine do 1991. godine kao zgrada vojne interne medicine. Često se zabunom miješa s obalnom bitnicom Gomila koja se nalazi sjevernije.

## Izgled
Utvrda je ukopana u vapnenačku stijenu, nadzemni dio koji je vidljiv predstavlja manji dio utvrde. Opkop utvrde također je izdubljen u vapnenačkoj stijeni te okružuje utvrdu u sa svih strana, a nasip koji ga jednim dijelom prati nasut je od iskopanog vapnenca i zemlje. Utvrda ima: podrum, prizemni dio i platformu u istoj razini. U razini platforme nalaze se skladišta za tehnička sredstva i prostorije za posadu, a svodovi tih prostora su ojačani betonskom konstrukcijom, dok su spremišta obzidana ciglom. 

## Više informacija
- Pulske fortifikacije
- Nacionalna udruga za fortifikacije Pula